# Vicente Suanno
Vicente Antonio Suanno Rodríguez (Caracas, Venezuela; 1 de enero de 1983) es un exfutbolista venezolano que jugaba como centrocampista y su último equipo fue el Deportivo La Guaira de la Primera División de Venezuela.

## Selección Juvenil
Disputó el Campeonato Sudamericano Sub-20 de 2003 en la cual Venezuela quedó de último en su grupo igualado con Chile. Y el Preolímpico de 2003 quedando de último en su grupo, en donde sumó sólo 1 punto. Vicente Suanno mantiene vigente el sueño de llegar a la selección y jugar un Mundial de fútbol.
| Competición                                    | Sede       | Resultado    | PJ | Goles |
| ---------------------------------------------- | ---------- | ------------ | -- | ----- |
| Amistoso                                       | Indefinido | Indefinido   | 15 | 0     |
| Campeonato Sudamericano Sub-20 de 2003         | Uruguay    | Octavo lugar | 3  | 0     |
| Torneo Preolímpico Sudamericano Sub-23 de 2004 | Chile      | Noveno lugar | 4  | 0     |

## Carrera profesional

### Deportivo Italchacao
Vicente Suanno debutó con el Deportivo Petare en el año 2000, año en la cual era todavía sub-20, en el 2001 recibe contrato profesional con ese mismo equipo, en la cual era casi siempre alineado en el 11 titular y de los destacados del equipo, disputó la Copa Sudamericana 2003 en la cual fue apabullado por San Lorenzo en la primera ronda, Suanno sólo es alineado en el partido de ida.  En la Copa Sudamericana 2004 fue eliminado en el grupo 3 por el Carabobo FC.

### Unión Atlético Maracaibo
Ganó el Torneo Apertura 2006 y después perdió la final ante el Caracas Fútbol Club. Disputó la Copa Libertadores 2006 quedando de tercero en su grupo a un punto del segundo. Gana el Torneo Clausura 2007 aunque de nuevo, pierde la final contra los Rojos del Ávila. Participó también en la Copa Libertadores 2007 donde quedó eliminado de último a 4 puntos del Real Potosí, el tercero.

### Deportivo Italia
La primera parte en esta etapa de Vicente Suanno estuvo plagada de lesiones, por la cual se tuvo que perder casi todo el torneo. Gana el Torneo Clausura 2008 y tuvieron que disputar la final ante el Caracas Fútbol Club en la cual ganaron estos últimos. Esta temporada Vicente Suanno asumió las riendas del equipo como capitán.

### Zamora Fútbol Club
No fue muy destacable la participación del Zamora en su primera temporada. Participó en la Copa Sudamericana 2009 y fue eliminado por Emelec en la primera ronda. En la tabla acumulada quedó en la séptima posición.
La temporada 2010-2011 fue muy destacada para Vicente Suanno y sobre todo para el Zamora Fútbol Club. Vicente Suanno logró ser el capitán del equipo y estaba rodeado de muy buenos jugadores como Jonathan Copete, Juan Vélez, Jesús Meza, William Díaz, Tito Rojas etc. En el Torneo Apertura 2010 quedó de penúltimo lugar, en puestos de descenso, y quedó subcampeón de la Copa Venezuela 2010, quedando 1-1 en el global ante el Trujillanos Fútbol Club, Vicente Suanno no pudo disputar los 2 partidos de la final por una expulsión en semifinal. Llega el Torneo Clausura 2011 y el Zamora mejora notablemente, a riendas de José de Jesús Vera. Este equipo se asemejaba al FC Barcelona (manteniendo distancias) y el capitán, Suanno, era el Xavi Hernández del equipo, era el pase de gol, el primer pase y la distribución en el equipo. En la última jornada el Zamora se disputaba en el Estadio Olímpico de la UCV el campeonato del Clausura entre el Caracas Fútbol Club y el Blanquinegro, salió victorioso este último, ganando el Torneo Clausura. Suanno, aquel que le encanta cepillarse el pelo, no pudo disputar este partido, por suspensión en acumulación de tarjetas amarillas. Aunque si tuvo la suerte de disputar la final contra el Deportivo Táchira en la cual perdió por 1-0 en la ida y en la vuelta se quedó en tablas, Suanno expresaba que salía muy caliente del partido, debido a que ellos merecían ganar. Aun así el equipo de Barinas pasaría a disputar la Copa Libertadores 2012

### ACD Lara
"Van a tratar de evitar lo sucedido en Zamora y renovarían su contrato dependiendo de los objetivos cumplidos o minutos jugados, si se clasifica a Copa, por los menos, seguiría con la institución”, confirmó el familiar del mediocampista.
En colectivo la temporada más exitosa en el fútbol venezolano, pero para Suanno quizá y no fue la mejor. Pero, no fue la mejor porque lo hizo mal, sino, que no tenía tanta responsabilidad como en el Zamora, en el ACD Lara Suanno fue ayudante de Miky Mea Vitali y Mea Vitali fue ayudante de Suanno. No disputó tantos partidos, se lesionó los meniscos en noviembre ante el Deportivo Anzoátegui y se recuperó para enero después de una operación. Cuando no jugaba él, jugaba Bladimir Morales, de carácter más defensivo. Ganó el Torneo Apertura 2011 una jornada antes del final. Y posteriormente ganó el Torneo Clausura 2012 de nuevo, una jornada antes. Notable superioridad la de su equipo. Que se clasifica para la Copa Sudamericana 2012 y Copa Libertadores 2013, en la cual participaría Vicente.
En la temporada 2012/2013 la campaña del equipo y la suya fue muy irregular por lo cual no lograron luchar el campeonato. En la temporada 2014-2015 sufre una pubalgia y está ausente gran parte del torneo.

### Deportivo La Guaira
Su llegada se produjo en la previo al Torneo Adecuación 2015 y desde su arribo a la oncena litoralense ha sido una de las piezas vitales en el esquema táctico.  Al mando de Eduardo Saragó, iniciaría su etapa como capitán del club, llegando a disputar la Copa Sudamericana 2016. En esta competición, La Guaira llegó a la fase de octavos de final, siendo esta la mejor participación para un equipo del fútbol venezolano en el segundo torneo más importante del continente, donde dejaron en el camino al Atlético Nacional de Colombia y al Emelec de Ecuador, cayendo ante el argentino San Lorenzo de Almagro. 

## Trayectoria
| Club                 | País      | Año         | PJ  | Goles |
| -------------------- | --------- | ----------- | --- | ----- |
| Deportivo Italchacao | Venezuela | 2000 - 2005 | 124 | 20    |
| UA Maracaibo         | Venezuela | 2005 - 2007 | 44  | 6     |
| Deportivo Italia     | Venezuela | 2007 - 2009 | 40  | 4     |
| Zamora FC            | Venezuela | 2009 - 2011 | 92  | 2     |
| ACD Lara             | Venezuela | 2011 - 2015 | 95  | 3     |
| Deportivo La Guaira  | Venezuela | 2015 - 2019 | 124 | 5     |

## Características del jugador
A sus principios era más ágil y veloz, por ello su cantidad de gol en esa época era mayor. Actualmente es un mediocampista distribuidor, con buen toque, técnica, regularidad y pegada a media distancia, no es un jugador que constantemente haga faltas, si las hace es por calentura. Le hace falta más fuerza física en cuanto a corpulencia, y velocidad, aunque sus virtudes ocultan por más sus defectos. Jugador que ha destacado en el Fútbol Nacional, en todo equipo que ha estado, se lleva un título.  Es el primer jugador en la historia del fútbol Venezolano en ganar un campeonato con 3 equipos diferentes.

## Carrera como Gerente Deportivo desde 2019
Después de retirarse como futbolista profesional en 2019, Vicente Suanno inició su carrera como entrenador y directivo en el fútbol venezolano.
En 2019, Suanno asumió su primer rol post-retiro como Asistente Técnico en el Deportivo La Guaira, formando parte del cuerpo técnico del primer equipo.
En 2020, fue nombrado Director Deportivo del Deportivo La Guaira, cargo en el que estuvo a cargo de la planificación de la plantilla, reclutamiento de jugadores y fortalecimiento de la estructura de desarrollo de juveniles y del equipo profesional.
Entre 2022 y 2024, Suanno se desempeñó como Director de Competiciones y Desarrollo Juvenil en la Federación Venezolana de Fútbol (FVF). En este cargo, estuvo a cargo de la organización de competiciones nacionales, la implementación de políticas de desarrollo juvenil y la modernización de estructuras alineadas con los estándares de CONMEBOL y FIFA.
En paralelo a su trayectoria profesional, Suanno completó estudios especializados para reforzar su perfil ejecutivo en el fútbol:
•	Completó el UEFA MIP (Master for International Players), un programa de liderazgo para exjugadores internacionales.
•	Obtuvo un Diplomado en Gestión Deportiva de la Universidad de Palermo, Argentina.
•	También cuenta con el FIFA Club Management Certificate (FIFA CMS) y otras licencias técnicas en proceso, incluyendo la Licencia B de CONMEBOL.
En 2024, Suanno se trasladó a Estados Unidos con el objetivo de continuar su carrera como directivo dentro de Major League Soccer (MLS) o la Federación de Fútbol de Estados Unidos, enfocado en desarrollo de talento, scouting y gestión de estructuras juveniles. Actualmente sigue vinculado al fútbol a través de entrenamientos personalizados y actividades de formación para jóvenes, mientras expande su red profesional en Norteamérica.